# サラエヴォ国立劇場
サラエヴォ国立劇場（サラエヴォこくりつげきじょう、ボスニア語: Narodno pozorište Sarajevo、セルビア語: Народно позориште Сарајево、クロアチア語: Narodno kazalište Sarajevo）は、ボスニア・ヘルツェゴビナの首都サラエヴォにある劇場。演劇、オペラ、コンサートが上演されており、ボスニア・ヘルツェゴビナでは唯一劇場専属の歌劇団・オペラ団・バレエ団を有する。

## 歴史
元々は19世紀後半に公民館として建設され、1921年11月に国立劇場として開館した。設計はサラエヴォで160以上の建築物を手掛けた建築家のカレル・パルジークによる。オープニングセレモニーは当時教育省芸術局の長官を務めていたブラニスラヴ・ヌシッチの主導で開催された。
1946年11月9日、サラエヴォオペラ団が活動を開始。初公演ではベドルジハ・スメタナが作曲した『売られた花嫁』が上演され封切公演となった。同年にはサラエヴォバレエ団も結成されたが、初公演は1950年5月25日までずれ込んだ。バレエ団の初公演はサラエヴォ国立劇場におけるバレエ団公演の開始を記念して行われ、ボリス・パパンドプロの『The Harvest』が上演された 。
1992年から1995年まで続いたボスニア・ヘルツェゴビナ紛争では劇場も甚大な被害を受け電力の供給も停止したが、同劇場での演劇活動は蝋燭の灯りの中で続けられた。照明設備の老朽化が進んでいたものの政府財政の悪化により修繕が進まず、ボスニア・ヘルツェゴビナ政府は日本政府に政府開発援助 (ODA) の一環である「文化に関する無償資金協力」（文化無償協力）による修繕費の提供を要請。これを受け2003年10月5日にサラエヴォで4,970万円を限度とする文化無償協力を行うための書簡が交わされ、2005年に照明設備の供与が行われた。